# دوري كرة القدم الإنجليزي 1956–57
دوري كرة القدم الإنجليزي 1956–57 هو موسم من دوري كرة القدم الإنجليزي. أقيم خلال الفترة 18 أغسطس 1956 وحتى 1 مايو 1957، وفاز فيه مانشستر يونايتد.